# Педоричи (Гадячский район)

Педоричи (укр. Педоричі) — село,
Бобрикский сельский совет,
Гадячский район,
Полтавская область,
Украина.
Код КОАТУУ — 5320481102. Население по переписи 2001 года составляло 102 человека.

## Географическое положение
Село Педоричи находится в 3-х км от левого берега реки Псёл,
в 2-х км от села Бобрик.
К селу примыкает лесной массив (сосна, дуб).

## История
- 1790 — дата основания.